# Ergebnisse der Kommunalwahlen in Gera
- Linke: 5
- PARTEI: 1
- SPD: 2
- Grüne: 1
- BG: 7
- BFG: 3
- LA: 1
- CDU: 7
- AfD: 15

In den folgenden Listen werden die Ergebnisse der Kommunalwahlen in Gera aufgelistet. Es werden die Ergebnisse der Stadtratswahlen ab 1990 angegeben.
Es werden nur diejenigen Parteien und Wählergruppen aufgelistet, die bei wenigstens einer Wahl mindestens einen Sitz im Stadtrat erringen konnten. Seit 2009 gilt für den Stadtrat keine Sperrklausel mehr. Das Feld der Partei, die bei der jeweiligen Wahl die meisten Stimmen bzw. Sitze erhalten hat, ist farblich gekennzeichnet.

## Parteien
- AfD: Alternative für Deutschland
- B.F.D.: Bund Freier Demokraten → FDP
- CDU: Christlich Demokratische Union Deutschlands
  - 1990: CDUD (DDR)
- DA: Demokratischer Aufbruch
- DBD: Demokratische Bauernpartei Deutschlands
- DSU: Deutsche Soziale Union
- FDP: Freie Demokratische Partei
  - 1990: F.D.P. der DDR
- Grüne: Bündnis 90/Die Grünen
  - 1990: Grüne Partei in der DDR
  - 1994 bis 1999: Bündnis 90/Die Grünen-Neues Forum (Forum)
- Linke: Die Linke
  - 1990: PDS / Die Nelken
  - 1994 bis 2004: Partei des Demokratischen Sozialismus
- NF: Neues Forum (Forum) → ab 1994 Grüne
- NPD: Nationaldemokratische Partei Deutschlands
- PARTEI: Partei für Arbeit, Rechtsstaat, Tierschutz, Elitenförderung und basisdemokratische Initiative
- Piraten: Piratenpartei Deutschland
- SPD: Sozialdemokratische Partei Deutschlands
  - 1990: Sozialdemokratische Partei in der DDR

## Wählergruppen
- AfG: Arbeit für Gera
  - 2014: AfG/FWG (Arbeit für Gera / Freie Wähler Gera)
- BEHV: Behindertenverband Gera e.V.
- BG: Bündnis Gera
- BSG: Bürgerschaft Gera
  - 2024: BFG (Bürgerschaft FÜR GERA)
- Erste: Die Erste „Unabhängige für Gera“
- FG: FÜR GERA
- FWG: Freie Wähler Gera
- LA: Liberale Allianz
- UFV: Unabhängiger Frauenverband

## Abkürzung
- Wbt.: Wahlbeteiligung

## Stadtratswahlen
Innerhalb der Tabellen sind die Parteien und Wählergruppen absteigend nach dem Ergebnis der letzten Wahl geordnet. Die Angaben zur Sitzverteilung beziehen sich auf das jeweilige Wahlergebnis; Änderungen während der Wahlperiode werden nicht berücksichtigt.
Stimmenanteile der Parteien in Prozent
| Jahr | Wbt. | AfD  | CDU  | BG   | Linke | BFG | SPD  | Grüne | PARTEI | LA  | FDP   | BSG  | FG  | FW  | AfG  | NPD | Erste | NF  | DSU |
| ---- | ---- | ---- | ---- | ---- | ----- | --- | ---- | ----- | ------ | --- | ----- | ---- | --- | --- | ---- | --- | ----- | --- | --- |
| 1990 | 73,1 |      | 34,9 |      | 17,3  |     | 27,8 | 3,5   |        |     | 12,51 |      |     |     |      |     |       | 5,6 | 3,7 |
| 1994 | 64,9 |      | 28,9 |      | 26,0  |     | 20,4 | 5,9   |        |     | 2,8   |      |     |     |      |     | 6,4   |     |     |
| 1999 | 46,3 |      | 32,5 |      | 30,1  |     | 19,8 | 2,7   |        |     | 1,9   |      |     |     | 09,9 |     | 3,1   |     |     |
| 2004 | 39,6 |      | 28,7 |      | 36,7  |     | 11,1 | 3,9   |        |     | 3,8   |      |     |     | 15,8 |     |       |     |     |
| 2009 | 46,3 |      | 29,4 |      | 31,0  |     | 12,5 | 5,4   |        |     | 6,2   |      |     |     | 12,1 | 3,3 |       |     |     |
| 2014 | 43,6 |      | 24,4 |      | 31,6  |     | 09,4 | 4,5   |        |     | 2,4   | 13,9 |     |     | 08,0 | 3,8 |       |     |     |
| 2019 | 57,0 | 28,8 | 12,9 |      | 18,3  |     | 06,4 | 6,7   | 2,7    | 2,9 | 2,7   | 7,6  | 6,8 | 3,3 |      |     |       |     |     |
| 2024 | 58,5 | 35,1 | 16,4 | 15,9 | 12,3  | 6,2 | 5,9  | 3,4   | 2,0    | 1,7 | 1,3   |      |     |     |      |     |       |     |     |

Sitzverteilung
| Jahr | Gesamt | AfD | CDU | BG | Linke | BFG | SPD | Grüne | BSG | FG | AfG | FDP | Erste | NF | DSU |
| ---- | ------ | --- | --- | -- | ----- | --- | --- | ----- | --- | -- | --- | --- | ----- | -- | --- |
| 1990 | 100    |     | 35  |    | 17    |     | 28  | 3     |     |    |     | 2   |       | 6  | 4   |
| 1994 | 46     |     | 15  |    | 14    |     | 11  | 3     |     |    |     |     | 3     |    |     |
| 1999 | 46     |     | 16  |    | 15    |     | 10  |       |     |    | 5   |     |       |    |     |
| 2004 | 46     |     | 14  |    | 18    |     | 6   |       |     |    | 8   |     |       |    |     |
| 2009 | 46     |     | 13  |    | 14    |     | 6   | 2     |     |    | 6   | 3   |       |    |     |
| 2014 | 42     |     | 10  |    | 13    |     | 4   | 2     | 6   |    | 3   | 1   |       |    |     |
| 2019 | 42     | 12  | 6   |    | 8     |     | 3   | 3     | 3   | 3  |     | 1   |       |    |     |
| 2024 | 42     | 15  | 7   | 7  | 5     | 3   | 2   | 1     |     |    |     |     |       |    |     |

Sitzverteilung der Parteien, die nie mehr als zwei Sitze erhalten haben
| Jahr | FW | LA | PARTEI | Piraten | NPD | DA | UFV | DBD | BEHV |
| ---- | -- | -- | ------ | ------- | --- | -- | --- | --- | ---- |
| 1990 | –  | –  | –      | –       | –   | 2  | 1   | 1   | 1    |
| 2009 | –  | –  | –      | –       | 2   | –  | –   | –   | –    |
| 2014 | –  | –  | –      | 1       | 2   | –  | –   | –   | –    |
| 2019 | 1  | 1  | 1      | –       | –   | –  | –   | –   | –    |
| 2024 | –  | 1  | 1      | –       | –   | –  | –   | –   | –    |

Bei den Kommunalwahlen 1994, 1999 und 2004 gab es keine Partei, die hier gelistet werden müsste.
Fußnote
1 1990: FDP (0,2 %) und BFD (2,3 %) sind einzeln angetreten. Die Sitze entfielen auf den BFD.

## Weblink
- Übersicht über die Kommunalwahlen in Thüringen